# Kanton Nizza-3
Der Kanton Nizza-3 (frz. canton de Nice-3) ist ein französischer Wahlkreis im Département Alpes-Maritimes und in der Region Provence-Alpes-Côte d’Azur. Er umfasst einen Teil der Stadt Nizza im Arrondissement Nizza sowie drei weitere Gemeinden im Arrondissement Grasse. Im Rahmen der landesweiten Neuordnung der französischen Kantone im Frühjahr 2015 wurde der Kanton erweitert.

## Gemeinden
Der Kanton besteht aus vier Gemeinden und Gemeindeteilen mit insgesamt 46.648 Einwohnern (Stand: 1. Januar 2022) auf einer Gesamtfläche von 62,49 km²:
| Gemeinde       | Einwohner 1. Januar 2022 | Fläche km² | Dichte Einw./km² | Code INSEE | Postleitzahl               | Arrondissement |
| -------------- | ------------------------ | ---------- | ---------------- | ---------- | -------------------------- | -------------- |
| Carros         | 13.729                   | 15,11      | 909              | 06033      | 06510                      | Grasse         |
| Gattières      | 4.345                    | 10,03      | 433              | 06064      | 06510                      | Grasse         |
| Le Broc        | 1.432                    | 18,65      | 77               | 06025      | 06510                      | Grasse         |
| Nizza          | 27.142                   | 18,70      | 1.451            | 06088      | 06000, 06100, 06200, 06300 | Nizza          |
| Kanton Nizza-3 | 46.648                   | 62,49      | 746              | 0617       | –                          | –              |

1. ↑   Nur der westliche Teil der Gemeinde, der Rest verteilt sich auf die Kantone Nizza-1, Nizza-2, Nizza-4, Nizza-5, Nizza-6, Nizza-7, Nizza-8 und Nizza-9.

## Politik
| Vertreter im Départementsrat | Vertreter im Départementsrat       | Vertreter im Départementsrat |
| Amtszeit                     | Namen                              | Partei                       |
| ---------------------------- | ---------------------------------- | ---------------------------- |
| 2015–Nov. 2015               | Dominique Estrosi Sassone          | LR                           |
| 2015–2021                    | Charles Scibetta                   | UDI                          |
| 2015–2021                    | Sylvie Servella-Cippolini          | LR                           |
| 2021–                        | Yannick Bernard Pascale Guit-Nicol | DVD                          |